# Fokienia hodginsii
Fokienia hodginsii (Фокієна, кит.: 福建柏) — вид хвойних рослин родини кипарисових. 

## Систематика
За своїми характеристиками, Fokienia є проміжним родом між родами Chamaecyparis і Calocedrus. Генетично Fokienia набагато ближче до Chamaecyparis, і не всі дослідники визнають Fokienia як окремий рід. Рід налічує тільки один, живучих вид, F. hodginsii і один викопний вид, Fokienia ravenscragensis. F. ravenscragensis був описаний з раннього палеоцену (66–60 млн років тому) на південному заході провінції Саскачеван та прилеглих територіях провінції Альберта, Канада.

## Поширення, екологія
Країни проживання: Китай (Чунцин, провінція Фуцзянь, Гуандун, Гуансі, Гуйчжоу, Хунань, Цзянсі, Сичуань, Юньнань, Чжецзян), Лаос, В'єтнам. Це хвойне зазвичай є незначною складовою (може бути панівним у деяких лісах) від субтропічних до помірно теплих вічнозелених (змішаних) мезофільних лісів. У Китаї, коли цей ліс знаходиться в первинному стані, в ньому переважають численні покритонасінні дерева наприклад, Castanopsis, Quercus, Lithocarpus, Nyssa sinensis, Pasania, Schima argentea, Schima superba і деякі інші хвойні наприклад Cephalotaxus fortunei, Nothotsuga longibracteata. Висотний діапазон F. hodginsii від 350 м до 2300 м над рівнем моря. Ґрунти кислі (рН 5–6) жовті або коричневі супіски поверх пісковика, сланців, граніту, або ріолітів і добре дреновані. Середньорічна кількість опадів становить 1200 мм або більше. У В'єтнамі та Лаосі вид може бути пов'язаний з хвойними, такими як Pinus krempfii, Taiwania cryptomerioides (В'єтнам) або Cunninghamia konishii (Лаос і В'єтнам).

## Морфологія
Вічнозелене дерево до 25–35 м заввишки з діаметром до 200 см, крона пірамідальна. Кора коричнево-сіра, лущиться, коли молода, пізніше поздовжньо потріскана, ароматична. Листя лускоподібне, сулистя розташоване в одній площині, як в туї. Листя на дорослих деревах росте по 4, субгостре, близько 2 мм завдовжки, яйцеподібні, стислі, з білими жиловими смугами знизу. Листки на молодих рослинах більші, довжиною близько 8 мм з шипоподібним закінченням. Чоловічі шишки від овальних до циліндричних, завдовжки близько 2,5 мм, з 3–5 парами лусок. Жіночі шишки нагадують види Chamaecyparis, дозрівають на другий рік, кулясті або суб-кулясті, завдовжки близько 25 мм, шириною 22 мм, складаються з 5–8 пар лусок. Насіння росте по 2 на кожній родючій лусці, близько 4 мм завдовжки, загострені, з 2 великими бульбашками смоли на верхній і нижній поверхні; крила бічні, дуже нерівні.

## Використання
Деревина цього виду, як і інші кипарисові дерев в східній Азії, дуже цінується на будівництво. В більшості районів, де вид росте, дикорослі дерева вирубуються; його повільне зростання робить експлуатацію цього дерева економічно важким у лісонасадженнях. У південному Китаї і у В'єтнамі гнилестійка і легкозерниста деревина цінується на двері, віконні рами, і різьблене панно, а також меблі. У віддалених регіонах деревина часто перевозиться з гір  щоб продати за високі ціни в міських центрах. 
Fokienia віднедавна використовується для кліматичних досліджень. Його довговічність (близько 1500 років, принаймні) і чутливість до вологи робить його ідеальним кандидатом для таких досліджень. 
Це хвойне культивується на кладовищах і в парках в Китаї, але рідко в іншому місці, незважаючи на свою відносну зимостійкість та придатність в частинах світу зі схожим кліматом, таких як Нова Зеландія, Атлантична пд.-зх. Європа, північна Каліфорнія й Орегон і південь Японії.

## Загрози та охорона
Незаконні рубки як і раніше є серйозною проблемою навіть в національних парках і заповідниках. Цей вид присутній в кількох охоронних територіях в Китаї, Лаосі і В'єтнамі.